# Stade Ahmadou Ahidjo
Stade Ahmadou Ahidjo – wielofunkcyjny stadion w mieście Jaunde w Kamerunie. Nazwa stadionu pochodzi od pierwszego prezydenta Kamerunu - Ahmadou Ahidjo. Jest największym obiektem sportowym w kraju. Najczęściej używany jest jako stadion piłkarski, a swoje mecze rozgrywają na nim drużyny Canon Jaunde i Tonnerre Jaunde, a także piłkarska reprezentacja Kamerunu. Wielokrotnie odbywały się na nim również zawody lekkoatletyczne m.in. mistrzostwa Afryki w 1996 roku. 
Stadion może pomieścić 42 500 tysiące widzów, ale licząc miejsca stojące jego pojemność może wynieść nawet 90 tysięcy widzów. Został wybudowany w 1971 roku. W 2015 roku renowacje stadionu przed Pucharem Narodów Afryki Kobiet 2016 i Pucharem Narodów Afryki 2019 powierzono chińskiej firmie Sinohydro. Prace rozpoczęły się w listopadzie 2015 roku i miały potrwać przez 8 miesięcy. 17 lutego 2016 roku zmieniono wykonawcę na egipską firmę ArabContractors, po tym jak wykonanie prac przez chińską firmę oceniono na około 5%.